# جاستن موريسون
جاستن موريسون (بالإنجليزية: Justin Morrison)‏ هو لاعب هوكي الجليد أمريكي، ولد في 10 أغسطس 1979 في لوس أنجلوس في الولايات المتحدة.

## وصلات خارجية
- جاستن موريسون على موقع دوري الهوكي الوطني (الإنجليزية)
- جاستن موريسون على موقع EliteProspects.com (الإنجليزية)
- جاستن موريسون على موقع Eurohockey.com (الإنجليزية)
- جاستن موريسون على موقع HockeyDB.com (الإنجليزية)